# Verrucosa avilesae
Verrucosa avilesae Lise, Kesster & Silva, 2015 è un ragno appartenente alla famiglia Araneidae.

## Etimologia
Il nome della specie è in onore dell'aracnologa ed etologa ecuadoregna Leticia Avilés che rinvenne gli esemplari il 28 agosto 1984.

## Caratteristiche
L'olotipo femminile rinvenuto ha lunghezza totale è di 8,30 mm; la lunghezza del cefalotorace è di 3,80 mm; e la larghezza è di 3,15 mm.

## Distribuzione
La specie è stata reperita in Ecuador settentrionale: l'olotipo femminile è stato rinvenuto a 113 km dalla città di Puerto Quito, nella provincia del Pichincha.

## Tassonomia
Al 2015 non sono note sottospecie e non sono stati esaminati nuovi esemplari.